# Arbutus occidentalis
Arbutus occidentalis és una espècie de petit arbre que pertany a la família de les ericàcies (Ericaceae) i és endèmic a Mèxic. Només se coneix d'algunes zones de l'oest de Mèxic on creix en vessants rocosos. Produeix baies vermelles comestibles que són un aliment valuós per a la fauna salvatge.

## Morfologia
Arbutus occidentalis és un arbust de creixement baix, que fa entre 0,25 a 1 metre d'alçada. En alguns llocs forma colònies de més de 1,8 m d'ample.
Les branques estan cobertes d'escorça vermella fina. Les fulles fan 3-6 cm de llarg, per 1-2 cm d'ample. Tenen dents a les vores.
Els fruits vermells fan uns 13 mm de diàmetre i són carnosos.

## Distribució i hàbitat
Arbutus occidentalis es troba al Mèxic muntanyós des de Chihuahua fins a l'estat d'Oaxaca. Es troba a les pinedes, s'estenen als cims dels penya-segats i als pendents rocosos.

## Taxonomia
Arbutus occidentalis va ser descrita per Rogers McVaugh i Thomas James Rosatti i publicat a Contributions from the University of Michigan Herbarium 11(5): 303–304, f. 1, a l'any 1978.
La seva etimologia correspon a arbutus nom genèric llatí amb què es designava a l'arboç variant europea i mediterrània d'aquesta espècie; i occidentalis és un epítet llatí que significa "de ponent", "occidental".
Anteriorment es distingien dues variacions regionals d’Arbutus occidentalis com a varietats:
- Arbutus occidentalis var. occidentalis: de fulla gairebé llisa, situada al centre de Mèxic des de l'Estat de Durango fins a Jalisco a la Sierra Madre Occidental.
- Arbutus occidentalis var. villosa:[7] fulles abundantment cobertes per sota de pèls llanosos i vellosos, situades més al sud des de Michoacán fins a l'estat d'Oaxaca a les muntanyes de la Sierra Madre del Sur.